# Un disco per l'estate 1970
La settima edizione di Un disco per l'estate, che vede in gara 54 brani, inizia alla radio domenica 12 aprile 1970.

## Elenco dei partecipanti
Ecco l'elenco dei partecipanti (in neretto i 24 promossi alle prime due serate di Saint Vincent, la sigla SF indica l'ulteriore promozione dei 12 finalisti per la serata finale).
- Alunni del Sole Fantasia - Liberty Records
- Angelica Con il mare dentro agli occhi (testo di Luciana Medini; musica di Mario Mellier) - Radio Records
- Anselmo Per settanta lire (testo di Anselmo Genovese e Corrado Lojacono; musica di Roberto Andracco) - Victory
- Tony Astarita Ho nostalgia di te (testo di Salvatore Palomba; musica di Giovanni Aterrano) - King Universal SF
- Claudio Baglioni Una favola blu (testo di Giulio D'Ercole e Alberto Morina; musica di Piero Melfa) (RCA Italiana)
- Anna Bardelli Ma dove vai vestito di blu (testo di Erreci e Pino Cassia; musica di Bruno Filippini, Gino Pittoni e Pino Cassia) - Vedette
- Orietta Berti Fin che la barca va (testo di Flavia Arrigoni; musica di Mario Panzeri e Lorenz Pilat) -Polydor SF
- Angela Bini Tu felicità (Telerecord)
- I Bisonti Oh simpatia (testo di Domenico e Giorgio Seren Gay; musica di Paolo Gatti e Silvano Ferretti) - City Record
- Giancarlo Cajani Tuffati con me (testo di Domenico Surace; musica di Elvio Monti e Abner Rossi)- Arlecchino
- Caterina Caselli Spero di svegliarmi presto (testo di Mogol e Cristiano Minellono; musica di Mario Lavezzi) - CGD
- Daniel Brucia brucia (testo di Bruno Lauzi; musica di Umberto Balsamo e Pierfranco Brambilla Pisoni) - Fonit Cetra)
- Dominga Dimmi cosa aspetti ancora (testo di Gianfranco Baldazzi e Sergio Bardotti; musica di Remigio Ducros e Daniela Casa) - Decca
- Domodossola Adagio (testo di Paolo Limiti; musica di Vittorio Buffoli e M. Nobile) (PDU)
- Johnny Dorelli Chiedi di più (CGD) SF
- Gipo Farassino Non devi piangere Maria (Fonit Cetra) SF
- Piero Focaccia Permette signora (Rare) SF
- Franco IV e Franco I Tu bambina mia (Style)
- Rosanna Fratello Una rosa e una candela (testo di Gianni Argenio; musica di Corrado Conti) - Ariston Records SF
- Peppino Gagliardi Settembre (King Universal) SF
- Franca Galliani L'inno
- I Giganti Charlot (Miura)
- Gianni Giuffrè Una vita nuova (Kansas)
- Isabella Iannetti Il mare in cartolina (Durium)
- Anna Maria Izzo La corriera
- Kocis Per te dolce amore
- Giorgio Laneve Amore dove sei? (testo e musica di Giorgio Laneve) (Philips) SF
- Lolita Circolo chiuso (testo e musica di Di Domenico, Chiaravalle e De Paolis) (Shoking)
- Junior Magli Il momento dell'addio
- Michele Ho camminato (Ri-Fi)
- Eddy Miller Non sono un pupo (testo di Francesco Specchia e Lagunare; musica di Zappa e Adriano Della Giustina) - West Record
- New Trolls Una nuvola bianca (Fonit Cetra)
- I Nomadi Un pugno di sabbia (testo di Claudio Daiano; musica di Roberto Soffici) - Columbia SF
- Nuova Idea Pitea, un uomo contro l'infinito (testo di Giorgio Calabrese; musica di Gian Franco Reverberi) (Ariston Records)
- I Nuovi Angeli Color cioccolata (Durium)
- Edda Ollari Acqua passata (testo di Roberto Vecchioni e Gino Ingrosso; musica di Turi Golino) (Bentler)
- Le Orme L'aurora (CAR Juke-Box)
- Herbert Pagani Lo specchietto (Mama)
- Pascal Lei dorme
- Diego Peano Gabbiano blu (Ri-Fi)
- Gian Pieretti Viola d'amore (Dischi Ricordi)
- Pio Il pianista di quella sera (Clan Celentano)
- Raoul Pisani Il carillon
- Romina Power Armonia (La voce del padrone) SF
- Protagonisti Un'avventura in più (RCA Italiana)
- Mino Reitano Cento colpi alla tua porta(Ariston) SF
- Renato dei Profeti Lady Barbara SF
- Robertino Non siamo al mare
- Gino Santercole Il re di Fantasia (Clan Celentano)
- Bobby Solo Occhi di fuoco (Dischi Ricordi)
- Stefania Come le fragole (Signal)
- Toto e i Tati Questo fragile amore (Carosello)
- Ulisse Se non avessi lei (Fans)
- Mario Zelinotti Dove andranno le nuvole (Durium)

I debuttanti destinati a divenire più famosi sono Claudio Baglioni ed il leader del gruppo Toto e i Tati (ovvero Toto Cutugno), entrambi però non superano la fase iniziale.

## Finalisti
Le serate finali si svolgono al Salone delle Feste del Casino di Saint Vincent dall'11 al 13 giugno, presentate da Corrado e Gabriella Farinon.
Classifica dei 12 finalisti:
1. Renato dei Profeti Lady Barbara
2. Peppino Gagliardi Settembre
3. Orietta Berti Fin che la barca va
4. Nomadi Un pugno di sabbia
5. Tony Astarita Ho nostalgia di te
6. Romina Power Armonia
7. Gipo Farassino Non devi piangere Maria
8. Giorgio Laneve Amore dove sei?
9. Rosanna Fratello Una rosa e una candela
10. Mino Reitano Cento colpi alla tua porta
11. Piero Focaccia Permette signora
12. Johnny Dorelli Chiedi di più